# ジョルジュ・オンスロー
アンドレ・ジョルジュ・ルイ・オンスロー（オンスロウとも、André George Louis Onslow、1784年7月27日 - 1853年10月3日）は、フランスの作曲家。父親はイギリスの連合王国貴族たるオンズロー伯爵家の出だったが、同性愛疑惑の渦中の人とされてフランスに亡命中であった。そのつながりからロンドンで基礎教育を受け、同地でヨハン・バプティスト・クラーマーにピアノを学ぶ。作曲はパリでアントニーン・レイハに学んだ。
オンスローの作品は、古典派音楽とロマン派音楽の過渡的な様式を示している。幅広いジャンルの楽曲を遺したが、こんにちではおびただしい数の室内楽によって再評価されており、とりわけ「銃弾」という愛称のある弦楽五重奏曲第15番が有名である（オンスローは、貴族のたしなみとして狩猟を趣味としており、その際の事故で聴力を失っている）。
同時代のフランスではなかなか認識されなかったが、メンデルスゾーンやシューマンによって高く称賛され、ドイツに紹介された。

## 楽曲
- オンスローの弦楽五重奏曲やピアノ五重奏曲は、シューベルトやルイーズ・ファランクの例と同じく、コントラバスを利用している。

### ピアノのための作品
- ピアノソナタ ハ短調 作品2
- ピアノソナタ第2番 作品番号なし
- スコットランドの歌による変奏曲 変ホ長調 作品5
- トッカータ ハ長調 作品6
- 二台と四手のためのピアノ曲第1番 ホ短調 作品7
- 二台と四手のためのピアノ曲第2番 ヘ短調 作品22
- アリア"Charmante Gabrielle"に基づく変奏曲 イ短調 作品12
- アリア"Aussitôt que la Lumière"による序奏,変奏と終結 ト短調 作品13
- イギリスの主題と変奏曲 イ長調 作品28
- ピアノのためのアンダンテ 作品番号なし
- ピアノのためのアレグロ・アジタート ト短調 作品番号なし
- ピアノのためのアレグロ・アジタート 変ロ短調 作品番号なし
- アレグロ・モデラート 嬰ヘ短調 作品番号なし
- ピアノのためのアンダンティーノ・コン・モート ホ短調 作品番号なし
- Mijmering 作品番号なし
- 6つの小品 作品番号なし
  - 変ホ長調
  - イ長調
  - 変イ長調
  - 変ロ長調
  - ホ長調
  - ホ長調
- 守護天使による幻想曲 変ロ長調 作品番号なし
- Pièce en trio 作品番号なし

### ヴァイオリンソナタ（全6曲）
- ヴァイオリンソナタ第1番 ニ長調 作品11-1
- ヴァイオリンソナタ第2番 変ホ長調 作品11-2
- ヴァイオリンソナタ第3番 ヘ短調 作品11-3
- ヴァイオリンソナタ第4番 ヘ長調 作品15
- ヴァイオリンソナタ第5番 ホ長調 作品29
- ヴァイオリンソナタ第6番 ト短調 作品31

### チェロソナタ（全3曲）
- チェロソナタ第1番 ヘ長調 作品16-1
- チェロソナタ第2番 ハ短調 作品16-2
- チェロソナタ第3番 イ長調 作品16-3

### オーボエとピアノのための作品（全1曲）
- アンダンティーノ 作品番号なし

### ピアノ三重奏曲（全10曲）
- ピアノ三重奏曲第1番 イ長調 作品3-1
- ピアノ三重奏曲第2番 ハ長調 作品3-2
- ピアノ三重奏曲第3番 ト短調 作品3-3
- ピアノ三重奏曲第4番 ホ短調 作品14-1
- ピアノ三重奏曲第5番 変ホ長調 作品14-2
- ピアノ三重奏曲第6番 ニ長調 作品14-3
- ピアノ三重奏曲第7番 ニ短調 作品20
- ピアノ三重奏曲第8番 ハ短調 作品26
- ピアノ三重奏曲第9番 ト長調 作品27
- ピアノ三重奏曲第10番 ヘ短調 作品83

### 弦楽四重奏曲（全37曲）
- 弦楽四重奏曲第1番 変ロ長調 作品4-1
- 弦楽四重奏曲第2番 ニ長調 作品4-2
- 弦楽四重奏曲第3番 イ短調 作品4-3
- 弦楽四重奏曲第4番 ハ短調 作品8-1
- 弦楽四重奏曲第5番 ヘ長調 作品8-2
- 弦楽四重奏曲第6番 イ長調 作品8-3
- 弦楽四重奏曲第7番 ト短調 作品9-1
- 弦楽四重奏曲第8番 ハ長調 作品9-2
- 弦楽四重奏曲第9番 ヘ短調 作品9-3
- 弦楽四重奏曲第10番 ト長調 作品10-1
- 弦楽四重奏曲第11番 ニ短調 作品10-2
- 弦楽四重奏曲第12番 変ホ長調 作品10-3
- 弦楽四重奏曲第13番 変ロ長調 作品21-1
- 弦楽四重奏曲第14番 ホ短調 作品21-2
- 弦楽四重奏曲第15番 変ホ長調 作品21-3
- 弦楽四重奏曲第16番 ホ短調 作品36-1
- 弦楽四重奏曲第17番 変ホ長調 作品36-2
- 弦楽四重奏曲第18番 ニ長調 作品36-3
- 弦楽四重奏曲第19番 嬰ヘ短調 作品46-1
- 弦楽四重奏曲第20番 ヘ長調 作品46-2
- 弦楽四重奏曲第21番 ト短調 作品46-3
- 弦楽四重奏曲第22番 ハ短調 作品47
- 弦楽四重奏曲第23番 イ長調 作品48
- 弦楽四重奏曲第24番 ホ短調 作品49
- 弦楽四重奏曲第25番 変ロ長調 作品50
- 弦楽四重奏曲第26番 ハ長調 作品52
- 弦楽四重奏曲第27番 ニ短調 作品53
- 弦楽四重奏曲第28番 変ホ長調 作品54
- 弦楽四重奏曲第29番 ニ短調 作品55
- 弦楽四重奏曲第30番 ハ短調 作品56
- 弦楽四重奏曲第31番 変ロ長調 作品62
- 弦楽四重奏曲第32番 ニ短調 作品63
- 弦楽四重奏曲第33番 ハ短調 作品64
- 弦楽四重奏曲第34番 ト短調 作品65
- 弦楽四重奏曲第35番 ニ長調 作品66
- 弦楽四重奏曲第36番 イ長調 作品69
- D*uc de Guise 作品60

### ピアノ五重奏曲（全3曲）
- ピアノ五重奏曲第1番 ロ短調 作品70
- ピアノ五重奏曲第2番 ト長調 作品76
- ピアノ五重奏曲第3番 変ロ長調 作品79bis

### 木管五重奏曲（全1曲）
- 木管五重奏曲 ヘ長調 作品81

### 弦楽五重奏曲（全34曲）
- 弦楽五重奏曲第1番 ホ短調 作品1-1
- 弦楽五重奏曲第2番 変ホ長調 作品1-2
- 弦楽五重奏曲第3番 ニ短調 作品1-3
- 弦楽五重奏曲第4番 ト短調 作品17
- 弦楽五重奏曲第5番 ニ長調 作品18
- 弦楽五重奏曲第6番 ホ短調 作品19
- 弦楽五重奏曲第7番 変ホ長調 作品23
- 弦楽五重奏曲第8番 ニ短調 作品24
- 弦楽五重奏曲第9番 ハ長調 作品25
- 弦楽五重奏曲第10番 ヘ短調 作品32
- 弦楽五重奏曲第11番 変ロ長調 作品33
- 弦楽五重奏曲第12番 イ短調 作品34
- 弦楽五重奏曲第13番 ト長調 作品35
- 弦楽五重奏曲第14番 ヘ長調 作品37
- 弦楽五重奏曲第15番 ハ短調『弾丸』 作品38
- 弦楽五重奏曲第16番 ホ長調 作品39
- 弦楽五重奏曲第17番 ロ短調 作品40
- 弦楽五重奏曲第18番 変ホ長調 作品43
- 弦楽五重奏曲第19番 ハ短調 作品44
- 弦楽五重奏曲第20番 ニ短調 作品45
- 弦楽五重奏曲第21番 ト短調 作品51
- 弦楽五重奏曲第22番 変ホ長調 作品57
- 弦楽五重奏曲第23番 イ短調 作品58
- 弦楽五重奏曲第24番 ニ短調 作品59
- 弦楽五重奏曲第25番 ヘ短調 作品61
- 弦楽五重奏曲第26番 ハ短調 作品67
- 弦楽五重奏曲第27番 ニ長調 作品68
- 弦楽五重奏曲第28番 ト短調 作品72
- 弦楽五重奏曲第29番 変ホ長調 作品73
- 弦楽五重奏曲第30番 ホ短調 作品74
- 弦楽五重奏曲第31番 イ長調 作品75
- 弦楽五重奏曲第32番 ニ短調 作品78
- 弦楽五重奏曲第33番 ハ短調 作品80
- 弦楽五重奏曲第34番 ホ長調 作品82

### 六重奏曲（全2曲）
- 六重奏曲第1番 変ホ長調 作品30
- 六重奏曲第2番 イ長調 作品77bis

### 七重奏曲（全1曲）
- 七重奏曲 変ロ長調 作品79

### 九重奏曲（全1曲）
- 九重奏曲 イ短調 作品77

### 交響曲（全4曲）
《第2番》は、ベートーヴェンの作曲様式と類似点があり、とりわけ劇的な開始楽章において、シューベルトも共通性を見せている。
- 交響曲第1番 イ長調 作品41
- 交響曲第2番 ニ長調 作品42
- 交響曲第3番 ヘ短調 作品32 - 弦楽五重奏曲第10番のアレンジ。
- 交響曲第4番 ト長調 作品71

### 声楽曲（全10曲）
- La Garde du corps, (romance)
- La jeune Grecque, (romance avec choeurs)
- Le premier Baron chrétien, (nocturne)
- Ave Maria à quatre voix
- Caïn ou la mort d'Abel pour basse et orchestre
- Cantique à la Sainte-Vierge
- Le Printemps, nocturne
- Accompagnement d'une romance Souvenirs d'Auvergne
- Les Regrets; romance 作品番号なし
- Le Dante dans le Paradis, ballade vocale 作品番号なし

### オペラ（全4曲）
- Les deux Oncles
- L'Alcade de la Vega
- Le Colporteur ou l'Enfant du bûcheron
- Guise ou les États de Blois